# سرژ مارکان
سرژ مارکان (فرانسوی: Serge Marquand‎؛ ۱۲ مارس ۱۹۳۰ – ۴ سپتامبر ۲۰۰۴) یک تهیه‌کننده فیلم و هنرپیشه اهل فرانسه بود.
از فیلم‌ها یا برنامه‌های تلویزیونی که وی در آن نقش داشته‌است می‌توان به ارواح مردگان، باربارلا، شماره یک بزرگ قرمز، حادثه‌ای در ترن، سه تفنگدار، قطار، تن‌تن و راز پشم طلایی، کوارتت و بخش ویژه اشاره کرد.